# Championnat des Maldives de football 2007
Navigation
Saison précédente Saison suivante
La saison 2007 du Championnat des Maldives de football est la cinquante-septième édition du championnat national aux Maldives.
La compétition se déroule en quatre phases distinctes :
- Les championnats régionaux déterminent les équipes qualifiées pour la Dhivehi League, la poule nationale, avec 2 qualifiées pour l'atoll de Malé, 2 qualifiées pour l'ensemble des autres atolls et les quatre premiers de la Dhivehi League de la saison précédente.
- Les huit formations sont regroupées au sein d'une poule unique et s'affrontent une seule fois.
- Les six meilleures équipes de la poule sont regroupées au sein d'une poule unique et s'affrontent une nouvelle fois
- Les quatre premiers disputent la phase finale nationale pour le titre de champion des Maldives, avec demi-finales et finale.

C’est le club de New Radiant qui est sacré cette saison après avoir battu Club Valencia en finale. Il s'agit du huitième titre de champion des Maldives de l'histoire du club, qui réussit même le doublé en remportant la Coupe des Maldives, toujours face à Club Valencia.

## Les clubs participants
| - Malé : - Victory SC - Maziya SRC - Club Valencia - VB Sports - New Radiant - Vyansa FC | - Atoll Vilufushi : - FVD - Shaviyani : - Foakaidhoo EJ |

## Compétition
Le barème de points servant à établir le classement se décompose ainsi :
- Victoire : 3 points
- Match nul : 1 point
- Défaite : 0 point

### Dhivehi League

#### Première phase
| Rang | Équipe        | Pts | J | G | N | P | Bp | Bc | Diff |  | Résultats (▼ dom., ► ext.) | NRa | Vic | Vya | VBS | Val | Maz | FVD | Foa |
| ---- | ------------- | --- | - | - | - | - | -- | -- | ---- |  | -------------------------- | --- | --- | --- | --- | --- | --- | --- | --- |
| 1    | New Radiant   | 15  | 7 | 5 | 0 | 2 | 18 | 5  | +13  |  | New Radiant                |     | 2-1 | 3-0 | 2-0 | 0-1 | 0-3 | 8-0 | 3-0 |
| 2    | Victory SCT   | 14  | 7 | 4 | 2 | 1 | 14 | 5  | +9   |  | Victory SCT                |     |     | 2-2 | 2-0 | 1-1 | 1-0 | 3-0 | 4-0 |
| 3    | Vyansa FC     | 13  | 7 | 4 | 1 | 2 | 13 | 13 | 0    |  | Vyansa FC                  |     |     |     | 1-5 | 3-1 | 3-1 | 2-0 | 2-1 |
| 4    | VB Sports     | 12  | 7 | 4 | 0 | 3 | 19 | 6  | +13  |  | VB Sports                  |     |     |     |     | 2-0 | 0-1 | 6-0 | 6-0 |
| 5    | Club Valencia | 11  | 7 | 3 | 2 | 2 | 11 | 7  | +4   |  | Club Valencia              |     |     |     |     |     | 1-1 | 5-0 | 2-0 |
| 6    | Maziya SRC    | 11  | 7 | 3 | 2 | 2 | 10 | 6  | +4   |  | Maziya SRC                 |     |     |     |     |     |     | 1-1 | 3-0 |
| 7    | FVD           | 4   | 7 | 1 | 1 | 5 | 4  | 26 | -22  |  | FVD                        |     |     |     |     |     |     |     | 3-1 |
| 8    | Foakaidhoo ZJ | 0   | 7 | 0 | 0 | 7 | 2  | 23 | -21  |  | Foakaidhoo ZJ              |     |     |     |     |     |     |     |     |

|  | Qualification pour la seconde phase                        |
|  | T : Tenant du titre C : Vainqueur de la Coupe des Maldives |

#### Seconde phase
| Rang | Équipe        | Pts | J  | G | N | P | Bp | Bc | Diff |  | Résultats (▼ dom., ► ext.) | Vic | NRa | Val | VBS | Vya | Maz |
| ---- | ------------- | --- | -- | - | - | - | -- | -- | ---- |  | -------------------------- | --- | --- | --- | --- | --- | --- |
| 1    | Victory SC    | 27  | 12 | 8 | 3 | 1 | 22 | 7  | +15  |  | Victory SC                 |     | 1-0 | 2-2 | 1-0 | 2-0 | 2-0 |
| 2    | New Radiant   | 22  | 12 | 7 | 1 | 4 | 25 | 9  | +16  |  | New Radiant                |     |     | 0-0 | 1-0 | 0-1 | 6-2 |
| 3    | Club Valencia | 22  | 12 | 5 | 5 | 2 | 21 | 11 | +10  |  | Club Valencia              |     |     |     | 1-1 | 5-1 | 2-0 |
| 4    | VB Sports     | 19  | 12 | 6 | 1 | 5 | 31 | 9  | +22  |  | VB Sports                  |     |     |     |     | 8-0 | 3-0 |
| 5    | Vyansa FC     | 19  | 12 | 6 | 1 | 5 | 16 | 28 | -12  |  | Vyansa FC                  |     |     |     |     |     | 1-0 |
| 6    | Maziya SRC    | 11  | 12 | 3 | 2 | 7 | 12 | 20 | -8   |  | Maziya SRC                 |     |     |     |     |     |     |

|  | Qualification pour la phase finale                         |
|  | T : Tenant du titre C : Vainqueur de la Coupe des Maldives |

### Phase finale
|  | Demi-finales      | Demi-finales      | Demi-finales      |  |   | Finale de repêchage | Finale de repêchage | Finale de repêchage |   |            | Grande finale     | Grande finale     | Grande finale     |
|  |                   |                   |                   |  |   |                     |                     |                     |   |            |                   |                   |                   |
|  | 15 septembre 2007 |                   |                   |  |   |                     |                     |                     |   |            |                   |                   |                   |
|  | 1                 | Victory SC        | 1                 |  |   |                     |                     |                     |   |            | 22 septembre 2007 | 22 septembre 2007 | 22 septembre 2007 |
|  | 2                 | New Radiant       | 2                 |  |   | 19 septembre 2007   | 19 septembre 2007   | 19 septembre 2007   |   |            | 2                 | New Radiant       | 3                 |
|  |                   |                   |                   |  | 1 | Victory SC          | 1                   |                     | 1 | Victory SC | 1                 |                   |                   |
|  | 16 septembre 2007 | 16 septembre 2007 | 16 septembre 2007 |  | 4 | VB Sports           | 0                   |                     |   |            |                   |                   |                   |
|  | 3                 | Club Valencia     | 2 (6)             |  |   |                     |                     |                     |   |            |                   |                   |                   |
|  | 4                 | VB Sports tab     | 2 (7)             |  |   |                     |                     |                     |   |            |                   |                   |                   |

## Bilan de la saison
| Championnat des Maldives de football 2007 |                        |
| Champion                                  | New Radiant (8e titre) |
| Coupes et trophées                        |                        |
| Vainqueur de la Coupe des Maldives 2007   | New Radiant            |
| Qualifications continentales              |                        |
| Coupe de l'AFC 2008                       | New Radiant            |
| Coupe de l'AFC 2008                       | Victory SC             |
| Promotions et relégations                 |                        |
| Promus en Dhivehi League                  | Aucun                  |
| Relégués                                  | Aucun                  |